# CEV Cup (vrouwen) 2017-18
De CEV Cup 2017-18 is de 46ste editie van de CEV Cup voor Europese clubteams in het vrouwen-volleybal.

## Hoofdfase

### Zestiende finales
- 1e wedstrijd: 12-14 december 2017
- 2e wedstrijd: 9-11 januari 2018

| Wedstrijd# | Team #1                    | Uitslagen | Team #2                            |
| ---------- | -------------------------- | --------- | ---------------------------------- |
| 1          | VC Oudegem                 | – –       | Eczacıbaşı VitrA Istanbul          |
| 2          | Unet Yamamay Busto Arsizio | – –       | ŽOK Bimal-Jedinstvo Brčko          |
| 3          | Calcit Kamnik              | – –       | verliezer 3e ronde CL #wedstrijd 9 |
| 4          | HPK Hämeenlinna            | – –       | verliezer 3e ronde CL #wedstrijd 8 |
| 5          | VC Sneek                   | – –       | Pomì Casalmaggiore                 |
| 6          | Maccabi XT Haifa           | – –       | Linamar-Békéscsabai RSE            |
| 7          | SSC Palmberg Schwerin      | – –       | Minchanka Minsk                    |
| 8          | Khimik Yuzhny              | – –       | ZesarVFM Franches-Montagnes        |
| 9          | VK UP Olomouc              | – –       | Allianz MTV Stuttgart              |
| 10         | Fatum-Nyíregyháza          | – –       | Asterix Avo Beveren                |
| 11         | TS Volley Düdingen         | – –       | Hapoel Kfar Saba                   |
| 12         | Dresdner SC                | – –       | Pays d'Aix Venelles VB             |
| 13         | Jedinstvo Stara Pazova     | – –       | verliezer 3e ronde CL #wedstrijd 7 |
| 14         | Beziers VB                 | – –       | Sliedrecht Sport                   |
| 15         | Královo Pole Brno          | – –       | LP Salo                            |
| 16         | CSM București              | – –       | Uralochka-NTMK Ekaterinburg        |

### Achtste finales
- 1e wedstrijd: 23-25 januari 2018
- 2e wedstrijd: 6-8 februari 2018

| Wedstrijd# | Team #1              | Uitslagen | Team #2              |
| ---------- | -------------------- | --------- | -------------------- |
| 17         | Winnaar wedstrijd#1  | – –       | Winnaar wedstrijd#2  |
| 18         | Winnaar wedstrijd#4  | – –       | Winnaar wedstrijd#3  |
| 19         | Winnaar wedstrijd#6  | – –       | Winnaar wedstrijd#5  |
| 20         | Winnaar wedstrijd#7  | – –       | Winnaar wedstrijd#8  |
| 21         | Winnaar wedstrijd#9  | – –       | Winnaar wedstrijd#10 |
| 22         | Winnaar wedstrijd#11 | – –       | Winnaar wedstrijd#12 |
| 23         | Winnaar wedstrijd#14 | – –       | Winnaar wedstrijd#13 |
| 24         | Winnaar wedstrijd#16 | – –       | Winnaar wedstrijd#15 |

### Kwartfinales
- 1e wedstrijd: 20-22 februari 2018
- 2e wedstrijd: 27 februari  - 1 maart 2018

| Wedstrijd# | Team #1                     | Uitslagen   | Team #2                   |
| ---------- | --------------------------- | ----------- | ------------------------- |
| 25         | Yenisei Krasnoyarsk         | 1 – 3 0 – 3 | Eczacıbaşı VitrA Istanbul |
| 26         | Pomì Casalmaggiore          | 0 – 3 1 – 3 | SSC Palmberg Schwerin     |
| 27         | Dresdner SC                 | 0 – 3 1 – 3 | Allianz MTV Stuttgart     |
| 28         | Uralochka-NTMK Ekaterinburg | 1 – 3 0 – 3 | Minchanka Minsk           |

## Eindronde

### Halve finales
- 1e wedstrijd: 13 maart 2018
- 2e wedstrijd: 20 maart 2018

| Wedstrijd# | Team #1               | Uitslagen                  | Team #2                   |
| ---------- | --------------------- | -------------------------- | ------------------------- |
| 29         | SSC Palmberg Schwerin | 0 – 3 0 – 3                | Eczacıbaşı VitrA Istanbul |
| 30         | Allianz MTV Stuttgart | 2 – 3 – 2 Golden Set: 8–15 | Minchanka Minsk           |

### Finale
- 1e wedstrijd: 3 april 2018
- 2e wedstrijd: 10 april 2018

| Wedstrijd# | Team #1         | Uitslagen   | Team #2                   |
| ---------- | --------------- | ----------- | ------------------------- |
| 31         | Minchanka Minsk | 1 – 3 0 – 3 | Eczacıbaşı VitrA Istanbul |